# Everglades-Nationalpark
Die Everglades [ˈɛvɚgleɪdz] sind ein tropisches Marschland im Süden des US-Bundesstaates Florida. Ein Teil der Everglades ist als Everglades-Nationalpark geschützt und UNESCO-Welterbe. Seit 2010 steht der Park auf der Liste des gefährdeten Welterbes, da die zunehmende Umweltverschmutzung und Eingriffe in den Wasserhaushalt den Park bedrohten. Der Park stand aus nahezu denselben Gründen bereits in der Zeit von 1993 bis 2007 auf der Roten Liste.

## Lage und Landschaft

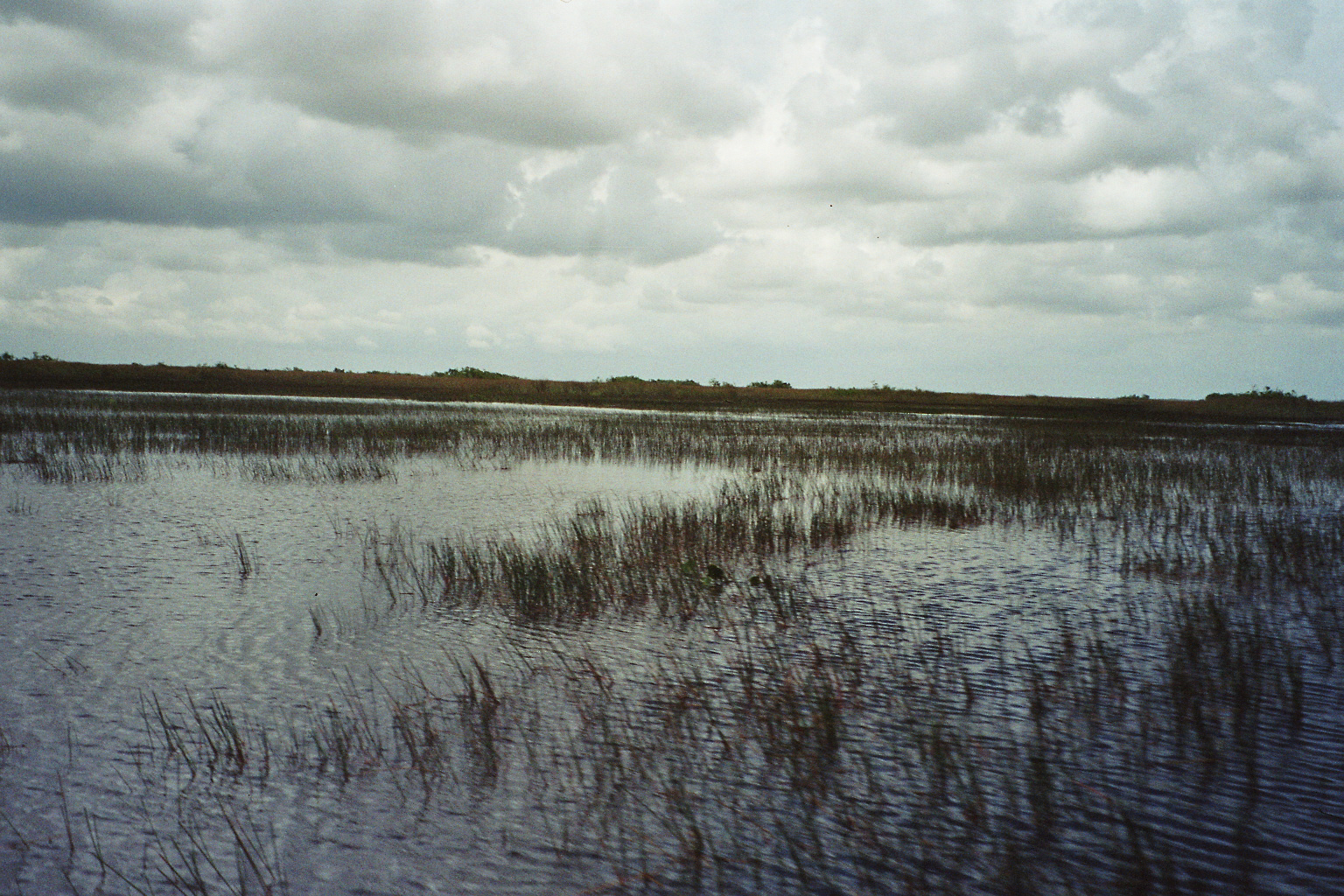
Everglades

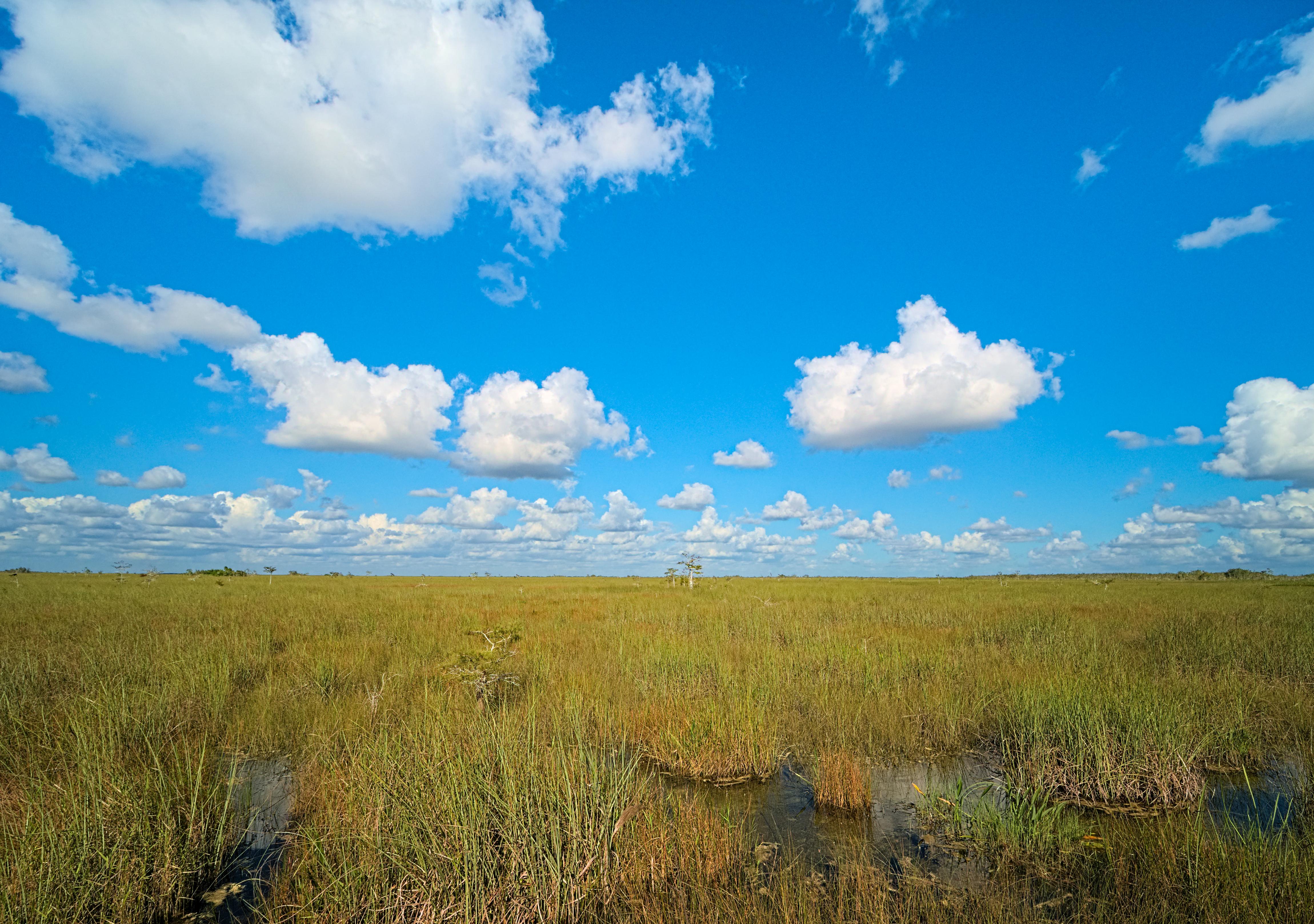
Sumpf im Everglades National Park

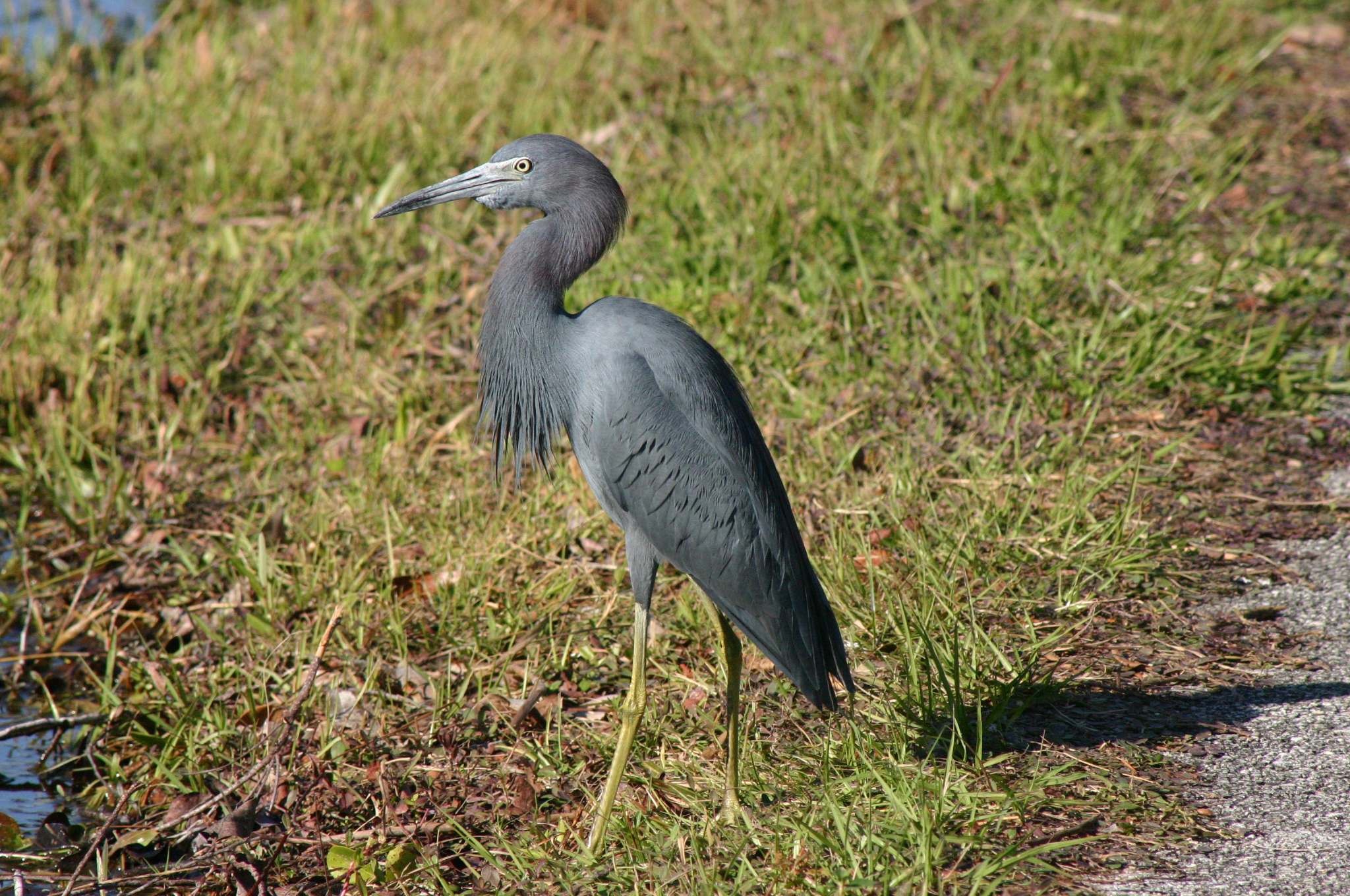
Blaureiher (Egretta caerulea) im Park

Die Everglades reichen vom Lake Okeechobee im Norden bis an die äußerste Südspitze der Florida-Halbinsel. Sie werden auch Grasfluss genannt. Dieser Fluss ist auf den ersten Blick nicht als solcher zu erkennen, da er nur selten als offene Wasserfläche zutage tritt. Vielmehr ist diese bis zu 60 km breite Wasserader oft nur einige Zentimeter tief, so dass fast die gesamte Fläche von Gras bewachsen ist, trotzdem fließt er mit
1 Meter pro Stunde. Nur in den etwas erhöhten Gebieten wachsen gelegentlich Bäume, beispielsweise Sumpfzypressen, Gumbo-Limbo-Bäume, Königspalmen sowie Mahagonibäume, die kleine „Tropenwaldinseln“ – so genannte Hammocks – bilden. Die Everglades sollte man jedoch nicht nur als Sumpfgebiet sehen, vielmehr ist es eine Prärie, welche den überwiegenden Teil des Jahres überschwemmt und nur im Winter trocken ist.
Der höchste natürliche Punkt im Nationalpark liegt nur 2,4 Meter über dem Meeresspiegel, in den Everglades liegt sowohl geografisch als auch topografisch der tiefste Punkt des Bundesstaates Florida.
Rund die Hälfte der ursprünglichen Fläche der Everglades wird heute landwirtschaftlich genutzt, die andere Hälfte steht zum größten Teil unter dem Schutz des Nationalparks und angrenzender Naturschutzgebiete. Das Wasser der Everglades wird zum Teil zur Trinkwassergewinnung für die angrenzenden Städte, beispielsweise für Miami, verwendet. Dadurch wird den Everglades die lebensnotwendige Grundlage entzogen. Der Eingriff in die Natur der Everglades begann bereits im Jahr 1905 durch den damaligen Gouverneur Floridas. Seitdem wurde der Caloosahatchee River umgeleitet und zahlreiche Kanäle wurden bis an die Küste gelegt.

## Der Everglades-Nationalpark
Der Nationalpark schützt den südlichen Teil der Everglades, aber er erstreckt sich nur auf etwa 20 Prozent der Fläche der ursprünglichen Feuchtgebiete. Die einzige Straßenverbindung in den Park führt von Florida City nahe Homestead über die State Road SR 9336 rund 60 km Richtung Südwesten nach Flamingo. Außer dem Besucherzentrum und einiger anderer kleinerer Parkeinrichtungen ist das Gebiet in seiner Ursprünglichkeit erhalten. In Flamingo und an mehr als 40 weiteren ausgewiesenen Plätzen kann gecampt werden. Jedoch ist Mückenschutz zu jeder Jahreszeit ratsam.
Es gibt eine Reihe ausgebauter Wege im Park, auf denen man die Natur und die Tiere beobachten kann. Besonders berühmt für ihren Tierreichtum sind das Shark Valley – zweigt vom Highway 41 ca. 35 km von Miami nach Süden ab – und der Anhinga Trail, 1 km links nach dem Parkeingang auf der State Road 9336 – benannt nach dem gleichnamigen Vogel Anhinga. Von diesem Trail aus können Alligatoren, Kormorane, Reiher, Anhingas, große Fische und Schildkröten aus nächster Nähe beobachtet werden.
Seit 1976 gibt es das Everglades and Dry Tortugas UNESCO-MAB Biosphere Reserve. 1978 wurde der größte Teil des Nationalparks unter dem Namen Marjory Stoneman Douglas Wilderness zusätzlich als Wilderness Area ausgewiesen, der strengsten Klasse von Naturschutzgebieten in den USA. Seit 1979 gehören die Everglades zum Weltnaturerbe der UNESCO. Sie wurden jedoch 1993 wegen der zunehmenden Umweltverschmutzung durch Düngemittel und Quecksilber, der Trockenlegung der Umgebung, sowie der zerstörerischen Auswirkungen des Hurrikan Andrew als gefährdet eingestuft, und werden daher auf der Roten Liste des gefährdeten Welterbes geführt. Die noch anhaltende Verschmutzung ist noch immer ein ernstes Thema. Die Fische sind dadurch mit Quecksilber belastet und Schwangeren sowie Kindern wird zum Verzicht auf den Verzehr von Fischen aus den Everglades geraten. Die Zahl der nistenden Vögel ist seit 1930 stark zurückgegangen, viele Tierarten gelten als bedroht oder gefährdet. Zwischen 2007 und 2010 wurde diese Einstufung kurzzeitig auf politische Initiative der damaligen US-Regierung aufgehoben, seit Mitte 2010 sind die Everglades wieder als gefährdet eingestuft.
Durch die starken Zerstörungen der Hurrikansaison 2005, vor allem nahe Flamingo, sind noch nicht wieder alle Einrichtungen im Südwesten des Parks geöffnet. In Flamingo steht nur der Campingplatz für Übernachtungen zur Verfügung. Am 23. Juli 2008 wurde der Management-Plan für den Neubau von Infrastruktur vorgelegt.

## Tierwelt

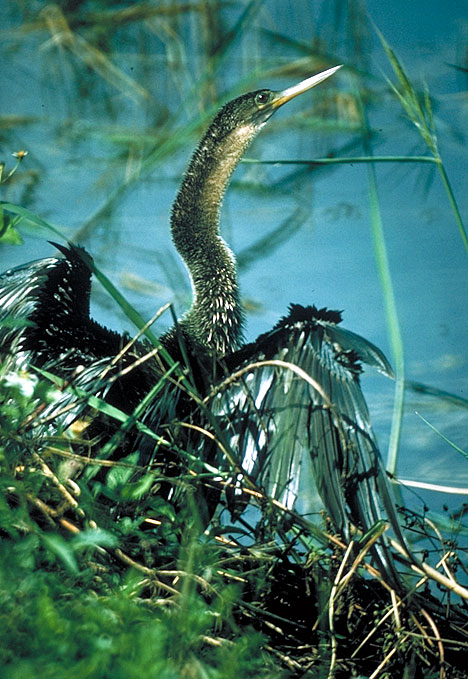
Der Amerika-Schlangenhalsvogel (Anhinga)

Der Park beherbergt die einzigen wildlebenden Flamingos in den USA. Daneben gibt es an Vögeln noch eine Reihe Watvögel sowie Ibisse, Pelikane, Kormorane und Störche. In den Everglades leben auch Waschbären, Schwarzbären, Schlangen, Alligatoren, Krokodile, Seekühe, Spinnenarten, Pumas, einige Schildkröten und weitere Tierarten.
Die Everglades sind die einzige Region auf der Erde, in der sowohl Alligatoren als auch Krokodile leben. Die Populationen des Mississippi-Alligators (Alligator mississippiensis) waren bereits stark dezimiert und konnte sich durch den Schutzstatus wieder erholen. Sie sind zahlreich in den Everglades und angrenzenden Schutzgebieten in Kanälen, den Zypressensümpfen und Offenwasserflächen im Süß- und Brackwasser anzutreffen. Sie meiden den Menschen, der auch nicht in das Beuteschema passt. Die Männchen können in der Paarungszeit sowie die Weibchen in den Jahren, in denen sie sich um ihre Jungen kümmern (zwei Jahre) aggressiv reagieren. Das Füttern der Alligatoren ist verboten und wird mit hohen Geldstrafen belegt. Spitzkrokodile (Crocodylus acutus) leben im Gegensatz zu den Alligatoren in Küstennähe und im Salzwasser. Die größeren Tiere gelten als aggressiver als die Alligatoren. Für beide Vertreter der Ordnung der Krokodile gilt – so wie für Wildtiere generell –, dass sie nicht gestört werden dürfen. Die Bestände der Krokodile sind stark dezimiert und gelten im Süden der USA, ihrer ursprünglichen Heimat, als gefährdet.
Einer der großen Beutegreifer im Südosten der USA, der „Florida-Panther“ (Puma concolor coryi), ist durch Eingriffe in den Lebensraum vom Aussterben bedroht. Er war bereits bis auf wenige Exemplare dezimiert. Nur durch die Einkreuzung texanischer Pumas (Puma concolor cougar) konnte sein Verschwinden verhindert werden. Die Population lag 2013 bei etwa 160 Tieren. Der Großteil der jährlichen Verluste dieser Großkatzen geht auf das Konto des Autoverkehrs in den Schutzgebieten, vor allem am Tamiami Trail und der nördlich davon gelegenen Autobahn Alligator Alley. Dazu gibt es jährliche Statistiken. Der größte Teil dieses Wappentiers von Florida lebt im Big Cypress National Preserve, sowie in und um das Florida Panther National Wildlife Refuge, das mit 100 Quadratkilometer aber nur wenig Lebensraum bietet. 
Insgesamt sind 350 verschiedene Vogel-, 300 Süß- und Salzwasserfisch-, 40 Säugetier- und 50 Reptilarten nachgewiesen.

## Wiederherstellung des Wassereinzugsgebietes
Die Strömungsverhältnisse in den Everglades sind seit Wasserbaumaßnahmen des U.S. Army Corps of Engineers zwischen den 1920er und 1960er Jahren stark gestört. Nur noch rund die Hälfte des Wassers aus dem nördlich gelegenen Lake Okeechobee erreicht die Everglades, der Rest wird zur Bewässerung von landwirtschaftlichen Flächen oder zur Landgewinnung in Kanäle abgeführt oder durch Straßendämme mit Stauwirkung zurückgehalten und in andere Richtungen geleitet. Bereits seit den 1940er Jahren wird der negative Einfluss der Maßnahmen auf die Everglades kritisiert. Seit den 1990er Jahren nahmen Pläne zur Wiederherstellung der Strömungsverhältnisse konkrete Gestalt an, sie wurden in einem Gesamtplan zusammengeführt, der mehrfach überarbeitet wurde. Im Juni 2008 kaufte der Staat Florida für 1,75 Milliarden Dollar Flächen südlich des Sees, die wiedervernässt werden und als Wasserrückhaltegebiete dienen sollen. Dieses Renaturierungsprojekt zur Wiederherstellung und Erhaltung der Everglades ist das Größte in der gesamten Geschichte der USA. Dazu gehören die Wiederherstellung des Wasserzuflusses aus dem Kissimmee, die Sicherstellung von Trinkwasser und den Schutz vor der Erschließung von Bauland. Die Bemühungen für diverse Water Restoration Projekte zur Rettung der Everglades, des Big Cypress National Preserve, von Fakahatchee und der restlichen Schutzgebiete ist zäh und wird zum Teil vor Gericht ausgetragen. Im März 2025 sprachen sich die Bundesrichter des 11th Circuit Court of Appeals für das Everglades Agricultural Area (EEA) Reservoir und Stormwater Treatment Area Project (EAA Reservoir Project) aus und wiesen die Forderungen der Zuckerindustrie, die das Projekt verzögern oder verhindern wollte, zurück. Das EAA Reservoir Project ist ein wichtiger Schritt für die Umsetzung von CERP, des im Jahr 2000 durch den Kongress beschlossenen "Comprehensive Everglades Restoration Plan", um die Everglades und die Florida Bay als Teil der Schutzgebiete mit Frischwasser zu versorgen und die unter Druck stehenden Ökosysteme der Estuarine an den Küsten zu entlasten.
Eine weitere Maßnahme zur Verbesserung des Wasserhaushalts ist der Bau von Brücken im U.S. Highway 41, der die Nordgrenze des Nationalparks bildet und in diesem Abschnitt als Tamiami Trail bezeichnet wird. Beim Bau der ersten Ost-West-Verbindung zwischen Miami und Naples im Jahr 1928 wurde die Straße im Sumpfland der Everglades auf einem aufgeschütteten Damm errichtet. Dieser Damm verhindert weitgehend den Abfluss des Oberflächenwassers vom Lake Okeechobee nach Süden. Die gravierenden ökologischen Folgen für den Nationalpark lösten keine Besorgnis aus. Allerdings führt die Stauwirkung des Dammes zu einem erhöhten Wasserstand im See und dessen Umfeld. Schon 1931 errichtete das U.S. Army Corps of Engineers einen Damm um den See, um die Wassermassen zu kontrollieren. Das Wasser wird nach starken Regenfällen in die Flüsse Caloosahatchee River und St. Lucie River abgeleitet, wo es an den jeweiligen Mündungsgebieten den Wasserhaushalt und die dortige Fischwirtschaft und Austernzucht stört. Um den Wasserhaushalt in der gesamten Region zu verbessern, werden mehrere Abschnitte des U.S. Highway 41 auf Brücken aufgeständert. Der erste Abschnitt von 1,6 km wurde 2013 fertiggestellt, weitere sollen in den nächsten Jahren folgen. Bis Mitte 2013 sind Brücken in einer Gesamtlänge von etwa 22,5 km vorgesehen. Die Finanzierung teilen sich die Bundesregierung und der Staat Florida.

## Gefahren durch den Tigerpython und andere Neozoa

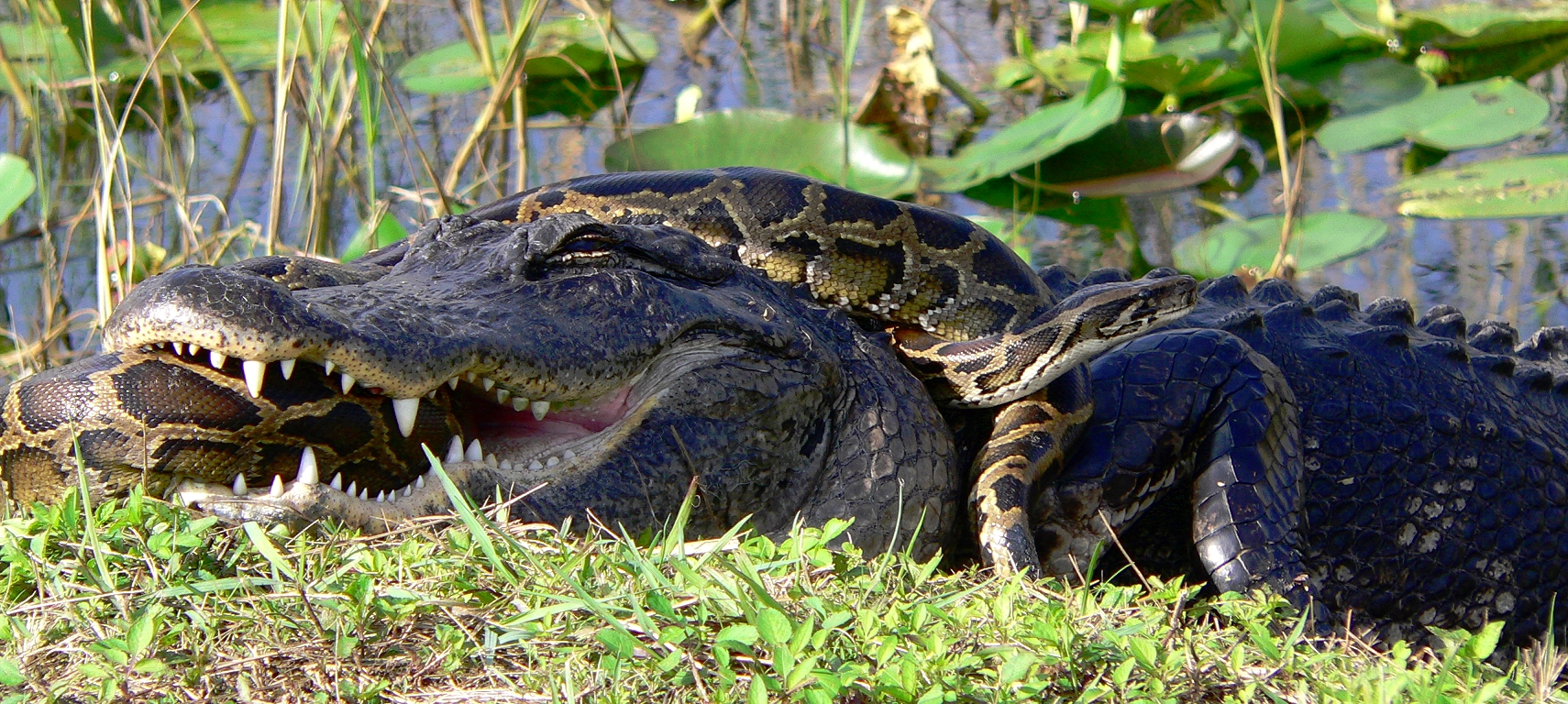
Dunkler Tigerpython im Kampf mit einem Alligator im Everglades-Nationalpark.

In die Everglades wurden verschiedene ortsfremde Tierspezies eingeschleppt, die sich dort ausgebreitet haben und zum Teil eine Gefahr für das Ökosystem darstellen.
Biologen sehen das Ökosystem des Everglades-Nationalparks durch den in den 1980er-Jahren aus Asien eingeschleppten Dunklen Tigerpython bedroht. Vor allem seit dem Jahr 2000 steigt seine Population stark an. Ihre Zahl wird mittlerweile auf über 10.000 geschätzt. Über 90 % der Waschbären, Opossums oder Rotluchse sind bereits verschwunden, was auf den Tigerpython zurückgeführt wird. Die Folgen des Verschwindens kleinerer Raubtiere sind schwer vorherzusehen, können aber sehr weitreichend sein. So könnten sich Schildkröten stark vermehren, wenn ihre Eier nicht mehr durch Waschbären bedroht sind. Allerdings sind durch den Python auch größere Raubtiere, wie Alligatoren und der einheimische Florida-Panther, bedroht.
Parkschützer und Biologen versuchen derzeit, den Tigerpython im Park auszurotten, sind dahingehend aber nicht allzu optimistisch.
Eine weitere Tierspezies, die ursprünglich nicht in den Everglades heimisch war, ist das Nilkrokodil. In den Jahren 2009, 2011 und 2014 wurde je ein Exemplar gefangen bzw. erlegt und es werden noch weitere Tiere vermutet. Wie diese Tierspezies dorthin gelangt ist, ist unklar. Für den Menschen stellt das bis zu 6 Meter lange Nilkrokodil eine deutlich größere Gefahr dar als der wesentlich kleinere, nur bis zu 4 Meter lange Alligator.